# Franz Brendle
Franz Brendle (* 25. Mai 1964 in Ellwangen an der Jagst) ist ein deutscher Historiker und Hochschullehrer.

## Leben
Brendle besuchte von 1974 bis 1983 das Peutinger-Gymnasium in Ellwangen, das er 1983 mit dem Abitur abschloss. Von 1984 bis 1991 studierte er Geschichte und Germanistik an der Universität Tübingen.  Dort wurde er Mitglied der katholischen Studentenverbindung KStV Alamannia Tübingen im KV. Von 1993 bis 1995 erhielt Brendle ein Promotionsstipendium der Konrad-Adenauer-Stiftung und war gleichzeitig wissenschaftlicher Mitarbeiter, von 1997 bis 1998 als wissenschaftlicher Assistent, am Historischen Seminar der Universität Tübingen. 1997 promovierte er mit einer Dissertation zum Thema Dynastie, Reich und Reformation. Die württembergischen Herzöge Ulrich und Christoph, die Habsburger und Frankreich an der Tübinger Universität.
Seit 1998 ist Brendle Akademischer Rat am Historischen Seminar der Universität Tübingen und gehörte im gleichen Jahr zum wissenschaftlichen Berater beim Südwestrundfunk für das Filmprojekt Württemberg im Dreißigjährigen Krieg. 1999 wurde er mit dem Baden-Württembergischen Geschichtspreis ausgezeichnet. 2008 habilitierte er sich an der Universität Tübingen mit der Habilitationsschrift Der Erzkanzler im Religionskrieg. Erzbischof Anselm Casimir Wambold von Umstadt, Kurmainz und das Reich 1629 bis 1647. Seit 2010 ist er außerplanmäßiger Professor am historischen Seminar der Universität Tübingen.
Brendle war von 1995 bis 2005 assoziiertes Mitglied des Tübinger Graduiertenkollegs Ars und Scientia im Mittelalter und in der Frühen Neuzeit. Seit 1998 ist er Mitglied im Wissenschaftlichen Beirat der Gesellschaft zur Herausgabe des Corpus Catholicorum und von 2011 bis 2015 Teilprojektleiter des Sonderforschungsbereichs 923 „Bedrohte Ordnungen“. Er ist Autor und Herausgeber von über fünfzig Fachveröffentlichungen.

## Werke (Auswahl)

### Autor
- Dynastie, Reich und Reformation. Die württembergischen Herzöge Ulrich und Christoph, die Habsburger und Frankreich. Kohlhammer, Stuttgart 1998, ISBN 3-17-015563-6.
- Das konfessionelle Zeitalter. Akademie Verlag, Berlin 2010 (2. überarb. Aufl. 2015, ISBN 978-3-11-040568-2).
- Der Erzkanzler im Religionskrieg. Kurfürst Anselm Casimir von Mainz, die geistlichen Fürsten und das Reich 1629 bis 1647 (= Reformationsgeschichtliche Studien und Texte. Bd. 156). Aschendorff, Münster 2011, ISBN 978-3-402-12802-2.
- Der Krieg aus der Nähe. Fürsten, Soldaten und Untertanen im Dreißigjährigen Krieg. Aschendorff, Münster 2023, ISBN 978-3-402-13286-9.

### Herausgeber
- Adel im alten Reich. Bibliotheca-Academica-Verlag, Tübingen 1998, ISBN 3-928471-16-3.
- Deutsche Landesgeschichtsschreibung im Zeichen des Humanismus. Steiner, Stuttgart 2001, ISBN 3-515-07864-9.
- Religionskriege im Alten Reich und in Alteuropa. Aschendorff, Münster 2006, ISBN 978-3-402-06363-7.
- Geistliche im Krieg. Aschendorff, Münster 2009, ISBN 978-3-402-12790-2.
- Jesuiten in Ellwangen. Oberdeutsche Provinz, Wallfahrt, Weltmission. Kohlhammer, Stuttgart 2012, ISBN 978-3-17-022053-9.